# شهد الياسين
شهد الياسين (28 آب / أغسطس 1981 -)، ممثلة عراقية تعيش في الكويت.

## حياتها
ولدت في مدينة البصرة الواقعة جنوب العراق، ثم انتقلت مع عائلتها للكويت إنفصلا والداها بعد الغزو العراقي للكويت وقرر والدها العودة للبصرة وبقيت مع والدتها في الكويت حيث تزوجت أمها من رجل كويتي وحصلت على الجنسية الكويتية ولم ترى والدها منذ سن الثامنة، نشأت في الكويت بدأت أولى مراحل التعليم ابتداءاً من التعليم الأساسي في مدرسة دجلة والرصافي العراقية وحتى مرحلة الجامعة، وقد ظهرت الموهبة الفنية التمثيلية عليها منذ صغرها فكثيراً ما كانت تقوم بالاشتراك في الأعمال المسرحية التي كانت تقام في المدارس ، عام 2012 قامت بإجراء عملية تجميل لأنفها لإزالة عظمة  بعدما حصلت على فتوى دينية تسمح لها بذلك، لخوفها أن تكون قد غيرت من خلق الله سبحانه وتعالى.”.

### حياتها الأسرية
في 28 يونيو 2019 تزوجت من «عادل الكندري»، وفي ديسمبر 2020 رزقت بإبنتها الأولى «جوري»، وفي يناير 2022 رزقت بأبنها «ضاري».في أبريل رزقت بابنتها "قمر"

## مشوارها المهني
قبل انطلاقتها اختارت اسم شهد لنفسها لأنها شعرت بأن اسمها الأصلي يجلب لها النحس، خصوصا أن اسم الإنسان يؤثر على رزقه وحظه، رافضة الإفصاح عن اسمها الحقيقي حتى لا يعلق في أذهان الناس وينادونها به وهي لا تحب ذلك، وبسبب انطلاقة عدة ممثلات حينها بنفس الإسم وحتى تستطيع أن تصنع لنفسها صورة في ذهن المشاهد إقترح المخرج أحمد المقلة مخرج مسلسل عندما تغني الزهور عليها إضافة ال التعريف لإسم والدها ليصبح الياسين. كما رفضت الإفصاح عن جنسيتها الحقيقية واعتبرت بأنها كويتية خليجية نافية أن يكون ذلك بداعي الخجل من معرفة بلدها الحقيقي
بدأت حياتها الفنية بعام 1998 خلال الأدوار الصغيرة ومنها بالعام التالي في المسلسل الإجتماعي حكايات كويتية والذي قام ببطولته جمال الردهان وإبراهيم الحربي، وكان بمثابة بداية موفقة جداً نحو الشهرة والنجومية. ومع بداية الألفية الجديدة بدأت مشاركاتها تصبح أكثر كثافة وزادتها أعمالها انتشارا خليجيا.
عام 2012 شاركت الفنان فايز السعيد في فيديو كليب «يا قلبها» بعدما أعجبتها الفكرة وكان من إخراج بسام الترك.
وعام 2015 شاركت الفنان محمد عبده في فيديو كليب «حب وإجرح» من إخراج المخرج علاء الأنصاري.

## أعمالها

### في التلفزيون
| السنة | المسلسل                                        | الشخصية |
| ----- | ---------------------------------------------- | ------- |
| 1999  | مسرحيات 2000 - برنامج كوميدي                   |         |
| 1999  | حكايات كويتية                                  |         |
| 1999  | زمن الرجال                                     |         |
| 1999  | دروب الشك                                      |         |
| 2000  | فنتك 2000                                      |         |
| 2003  | الحريم                                         |         |
| 2004  | وبعد                                           |         |
| 2004  | هية خفية - برنامج كوميدي                       |         |
| 2005  | عائلة معجب العربية                             |         |
| 2005  | بلا قيود                                       |         |
| 2005  | عليك سعيد ومبارك                               |         |
| 2005  | عندما تغني الزهور                              |         |
| 2006  | نجمة الخليج                                    |         |
| 2007  | الدروازة                                       |         |
| 2007  | زهور عمري                                      |         |
| 2007  | نعم ولا                                        |         |
| 2008  | ظل الياسمين                                    |         |
| 2008  | ريح الشمال الجزء الثاني عام 2010، والثالث 2012 |         |
| 2008  | الساكنات في قلوبنا - حلقات منفصلة              |         |
| 2008  | محسن الهزاني                                   |         |
| 2009  | هديل الليل                                     |         |
| 2009  | الساكنات في قلوبنا 2 - حلقات منفصلة            |         |
| 2009  | دروب المطايا                                   |         |
| 2010  | قصة هوانا - حلقات منفصلة                       |         |
| 2010  | ما أصعب الكلام                                 | لولوة   |
| 2010  | صعب المنال                                     |         |
| 2012  | بين الماضي والحب                               | ليلى    |
| 2013  | أول الصبح                                      | أنوار   |
| 2013  | يامن هواه                                      | هند     |
| 2013  | محال                                           | حياة    |
| 2015  | امرأة مفقودة                                   | مريم    |
| 2015  | سعد وخواتة                                     | أحلام   |
| 2015  | أحببتك منذ الصغر                               | رحاب    |
| 2015  | لو أني أعرف خاتمتي                             | عالية   |
| 2016  | خمس خوات                                       | خلود    |
| 2017  | سيل وهيل                                       | جواهر   |
| 2018  | التاسع من فبراير                               | ورد     |
| 2018  | الجسر                                          | وعد     |
| 2019  | موضي قطعة من ذهب                               | نورة    |
| 2019  | مسألة وقت                                      | ليال    |
| 2019  | إفراج مشروط                                    | مرام    |
| 2019  | العاصفة                                        | وفاء    |
| 2020  | جنة هلي                                        | مشارف   |
| 2020  | عداني العيب                                    | قمر     |
| 2020  | بيت بيوت                                       | هبة     |
| 2021  | يجيب الله مطر                                  | حسنة    |
| 2022  | نساء قلن لا حلقة نار حامية                     |         |
| 2023  | نون النسوة                                     | نجلاء   |
| 2024  | خواتي غناتي                                    | صفاء    |
| 2025  | بيت حمولة                                      | حنان    |
| 2025  | الدوامة                                        | ليلى    |

### في المسرح
| سنة الإنتاج | المسرحية |
| ----------- | -------- |
| 2001        | سوق شرق  |
| 2017        | فانتازيا |

### في السينما
| سنة الإنتاج | الفيلم    |
| ----------- | --------- |
| 2006        | طرب فاشن  |
| 2006        | حنين      |
| 2009        | الدنجوانة |

## روابط خارجية
- شهد الياسين على موقع قاعدة بيانات الأفلام العربية